# Turkuaz Airlines
Turkuaz Airlines war eine türkische Fluggesellschaft mit Sitz in Istanbul und Basis auf dem Flughafen Istanbul-Atatürk.  

## Geschichte
Turkuaz Airlines wurde im Jahre 2007 in Istanbul gegründet und nahm den Flugbetrieb am 28. Oktober 2008 auf. Im November 2010 wurde der Gesellschaft nach finanziellen Schwierigkeiten die Flugerlaubnis entzogen, die Gesellschaft durfte in der Türkei keine Inlandsflüge mehr durchführen. Zum Jahreswechsel 2010/2011 zeichnete sich eine immer gravierendere finanzielle Schieflage ab, die Mitarbeiter der Gesellschaft hatten mehrere Monatsgehälter nicht erhalten. Im Dezember 2010 wurde der Betrieb schließlich vollständig eingestellt und die Flugzeuge an die Leasinggeber zurückgegeben.

## Flugziele
Seit dem 22. September 2010 startete Turkuaz Airlines mit drei bis vier Flugzeugen Inlandsflüge von Ankara zu diversen türkischen Städten. Die restlichen Flugzeuge flogen im Wetlease oder für diverse Veranstalter nach Israel und in den Iran. Die Airline flog zuletzt nicht mehr nach Deutschland. Es wurden von Deutschland bis September 2010 Charterflüge zu türkischen Ferienorten wie zum Beispiel Antalya, Izmir oder Istanbul durchgeführt. Diese Flüge fanden unter anderem von den Flughäfen Köln/Bonn, Frankfurt, München, Düsseldorf, Nürnberg, Paderborn, Dortmund und Berlin-Schönefeld statt. In Großbritannien wurden Birmingham, Manchester und London-Stansted angeflogen.

## Flotte
Mit Stand Mai 2010 bestand die Flotte der Turkuaz Airlines aus 8 Flugzeugen mit einem Durchschnittsalter von 7,5 Jahren:
- 5 Airbus A320-200
- 3 Airbus A321-200